# Шени
Шени (бел. Шані) — агрогородок в Брестской области Белоруссии. Административный центр Шеневского сельсовета. Население — 482 человека (2019).

## География
Шени расположены в 7 километрах к юго-западу от Пружан, в 19 километрах от железнодорожной станции Оранчицы на линии Барановичи—Брест и в 82 километрах от Бреста на автодороге Пружаны—Брест. Входит в Пружанский район.

## История
С XIX века по 1921 год Шени находились в Михайловской волости Пружанского уезда Гродненской губернии. В 1921—1939 годах агрогородок находился в составе Польши, являлся центром Шеневской гмины Пружанского повета Полесского воеводства, с 1939 года — в составе Белоруссии.
С июня 1941 по июль 1944 года, в годы Великой Отечественной войны, Шени находились под оккупацией немецких войск.

## Население
| Год       | 2003 | 2019 |
| --------- | ---- | ---- |
| Население | 436  | ▲482 |

## Достопримечательности
- В Шени находилась мемориальная доска в честь первого председателя сельсовета И. М. Дибы. Украдена немцами в 1942 году[2].
- В Шени установлены памятники землякам, погибшим в Великой Отечественной войне и командиру 9-го танкового корпуса, генералу-майору Б. С. Бахарову, погибшему при освобождении Пружанского района в 1944 году[1].

## Известные уроженцы
- Микола Засим (1908—1957) — белорусский поэт.